# Тирч
Тирч (Cichladusa) — рід горобцеподібних птахів родини мухоловкових (Muscicapidae). Представники цього роду мешкають в Африці на південь від Сахїари. Раніше їх відносили до родини дроздових (Turdidae), однак за результатами низки молекулярно-генетичних досліджень тирчі були віднесені до мухоловкових.

## Види
Виділяють три види:
- Тирч вохристоволий (Cichladusa arquata)
- Тирч жовтогорлий (Cichladusa ruficauda)
- Тирч плямистоволий (Cichladusa guttata)

## Етимологія
Наукова назва роду Cichladusa  походить від сполучення слів дав.-гр. κιχλη — дрізд і αδουσα — співак.